# Ассад Хосе Хатер Пенья
Ассад Хосе Хатер Пенья (ісп. Assad José Jater Peña) — колумбійський дипломат. Надзвичайний і Повноважний Посол Колумбії в Польщі та в Литві, Латвії, Естонії, Молдові, Болгарії, Україні за сумісництвом.

## Життєпис
Випускник права в Університеті Екстернадо, ступінь магістра з міжнародних відносин в Університеті Комплутенсе та курс вищого державного управління в Університеті Лос-Анд у Боготі.
У Міністерстві закордонних справ Колумбії він працював на посадах Директора з прав людини та міжнародного гуманітарного права, який представляв міністерство на міжнародних аренах, таких як Суд і Міжамериканська комісія з прав людини, Асамблея держав-учасниць Міжнародного кримінального суду та Рада з прав людини. Крім того, як координатор міжнародних договорів, він був членом переговорної групи щодо угоди про вільну торгівлю між Колумбією та США. Посол Хатер також був координатором у Канаді та Сполучених Штатах, а також координатором з транскордонної інтеграції в Міністерстві закордонних справ.
На дипломатичній службі він був першим керівником місії посольства Колумбії в Азербайджані, повноважним міністром у Женеві, де він відповідав за відносини з Міжнародною організацією праці МОП і очолював відділ правових питань і міжнародних трудових стандартів цієї організації. Він також працював повноважним міністром у посольстві Колумбії в Стокгольмі, радником у посольстві в Мадриді, віце-консулом у Маямі та аташе з питань культури в посольстві Колумбії у Вашингтоні, де він очолював Асоціацію іберо-американських аташе з питань культури.
З 2 травня 2022 року — Надзвичайний і Повноважний Посол Колумбії в Польщі та в Литві, Латвії, Естонії, Молдові, Болгарії, Україні за сумісництвом.
13 липня 2022 року — вручив вірчі грамоти Президенту Польщі Анджею Дуді
15 серпня 2023 року — вручив копії вірчих грамот заступнику Міністра закордонних справ України Еміне Джапарові
17 серпня 2023 року — вручив вірчі грамоти Президенту України Володимиру Зеленському